# Trimerita
La trimerita és un mineral de la classe dels silicats. Rep el seu nom del terme grec per "tres parts", en al·lusió als segments radials òpticament observables.

## Característiques
La trimerita és un nesosilicat de fórmula química CaMn₂2+Be₃(SiO₄)₃. Cristal·litza en el sistema monoclínic. La seva duresa a l'escala de Mohs es troba entre 6 i 7.
Segons la classificació de Nickel-Strunz, la trimerita pertany a «9.AB - Nesosilicats sense anions addicionals; cations en [4] i major coordinació» juntament amb els següents minerals: larsenita, esperita i rondorfita.

## Formació i jaciments
Va ser descoberta l'any 1890 a la mina Harstigen, a Pajsberg, al districte de Persberg, a Filipstad (Värmland, Suècia), en un skarn de magnetita-piroxè-granat, on probablement es va formar durant l'activitat hidrotermal en etapa tardana. Es troba associada a calcita. També ha estat descrita a la mina Jakobsberg, al districte de Nordmark (també a Filipstad), i a Bald Knob, a Sparta (Carolina del Nord, Estats Units).